# Real Sportive
Le Real Sportive est un club ghanéen de football basé à Tema.
Le club évolue en deuxième division.

## Histoire
Le club évolue en première division à quatre reprises, en 2004, 2005, 2006-2007 et enfin 2007-2008.
Il se classe cinquième du championnat à poule unique en 2005, ce qui constitue sa meilleure performance.